# Kobylská skála
Kobylská skála este o arie protejată (sit de importanță comunitară — SCI) din Republica Cehă întinsă pe o suprafață de 6,87 ha, integral pe uscat.

## Localizare
Centrul sitului Kobylská skála este situat la coordonatele 48°56′37″N 16°55′25″E / 48.943611°N 16.923611°E.

## Înființare
Situl Kobylská skála a fost declarat sit de importanță comunitară în mai 2016 pentru a proteja un număr necunoscut de specii din flora spontană și fauna sălbatică aflate în arealul zonei.

## Biodiversitate
Situată în ecoregiunea panonică, aria protejată conține 1 habitat natural: Pajiști stepice panonice pe loess.
La baza desemnării sitului se află un număr nedeclarat de specii protejate.